# Onthophagus reyesi
Onthophagus reyesi là một loài bọ cánh cứng trong họ Bọ hung (Scarabaeidae).